# Paratrechina bruesii
Paratrechina bruesii är en myrart som först beskrevs av Wheeler 1903.  Paratrechina bruesii ingår i släktet Paratrechina och familjen myror. Inga underarter finns listade i Catalogue of Life.

## Bildgalleri

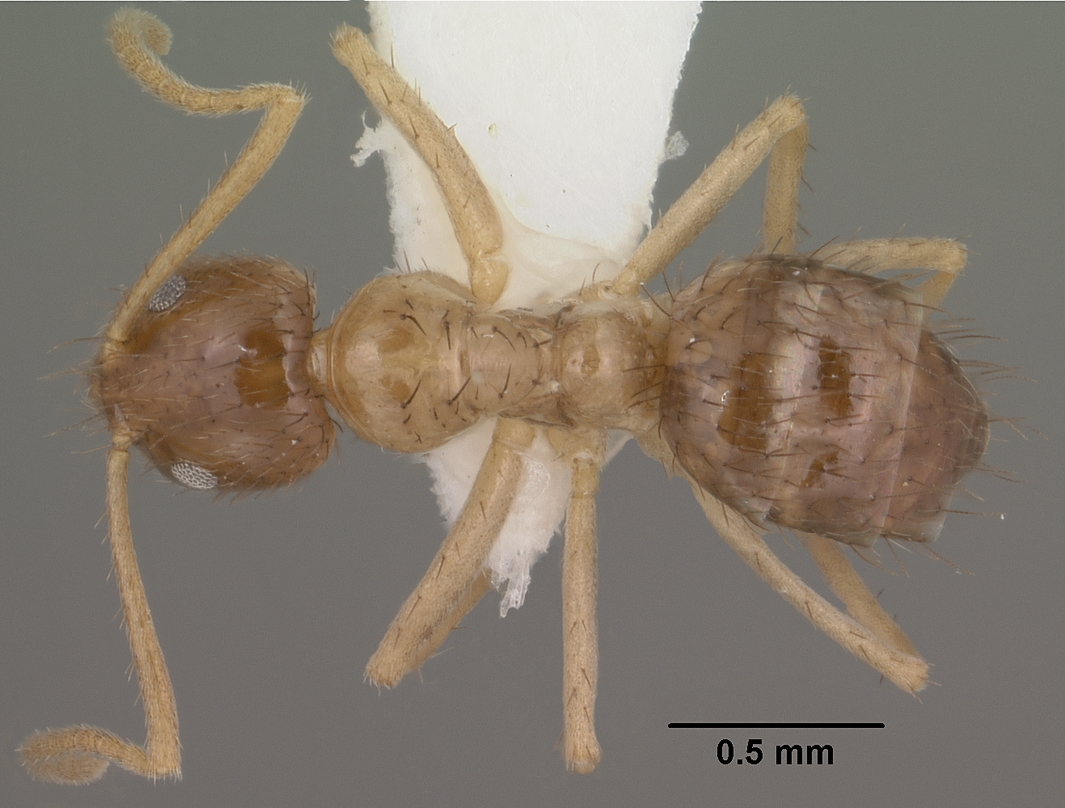
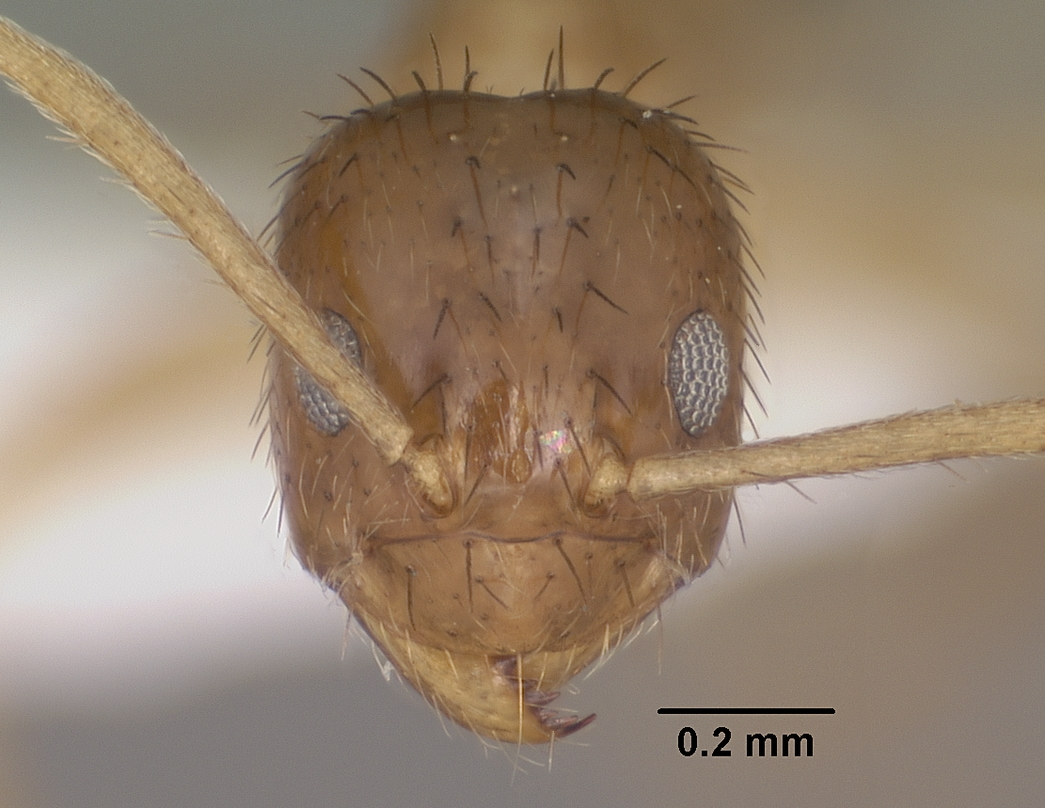
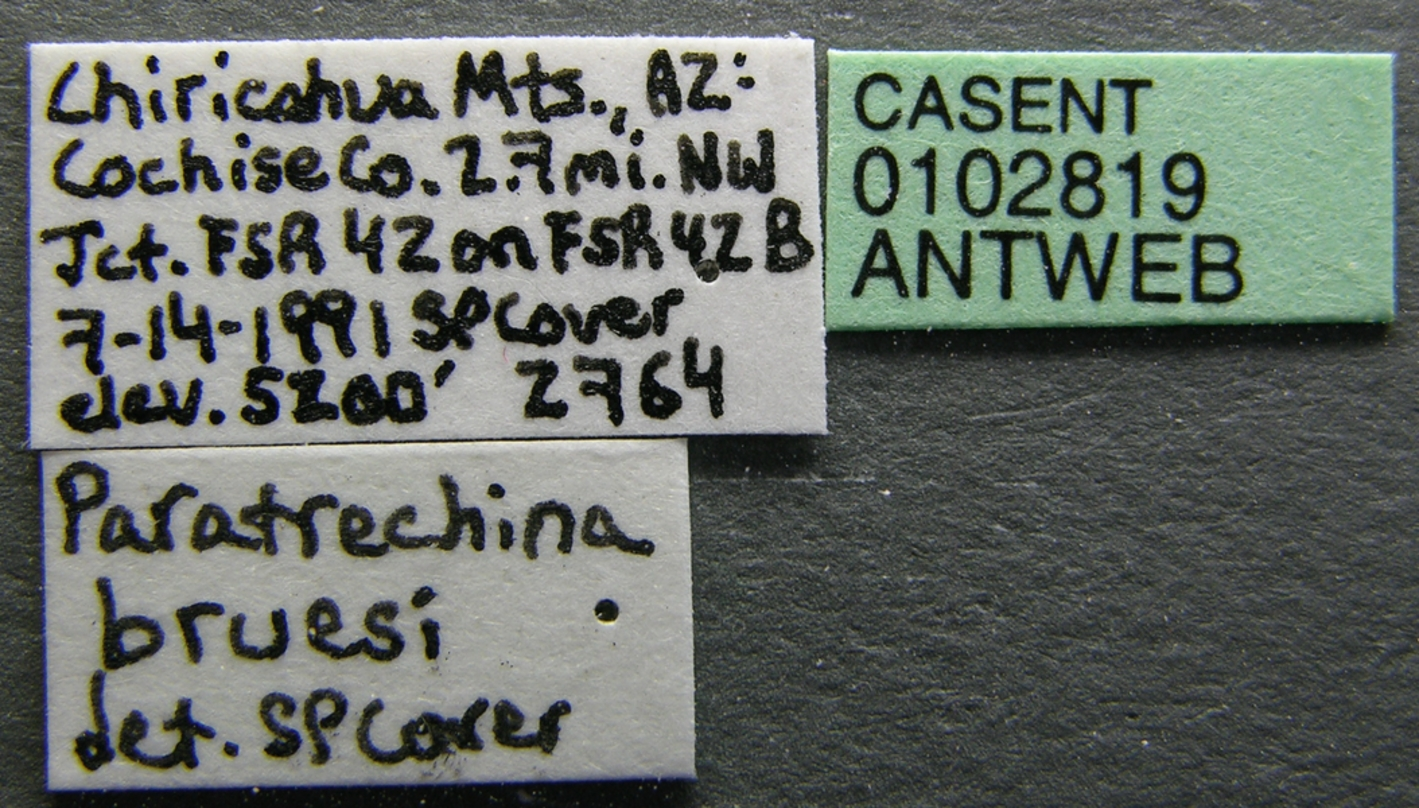
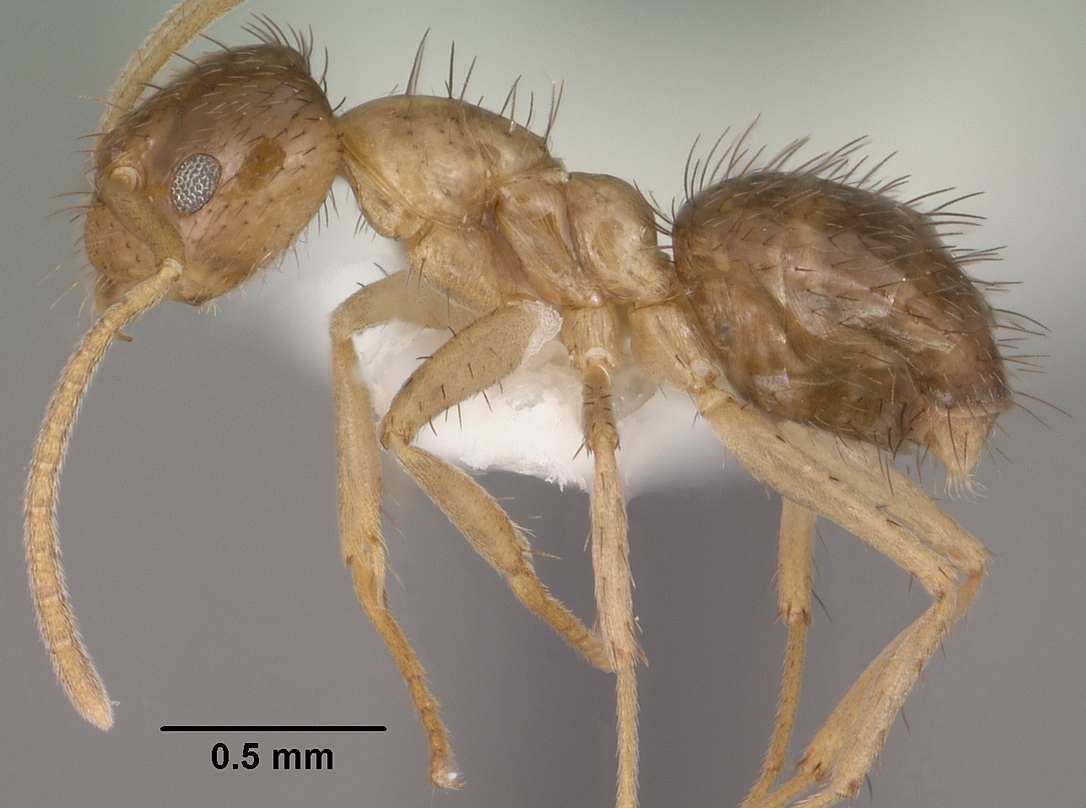